# Nagurus emarginata
Nagurus emarginata är en kräftdjursart som först beskrevs av Arcangeli1934.  Nagurus emarginata ingår i släktet Nagurus och familjen Trachelipodidae. Inga underarter finns listade i Catalogue of Life.